# Rock (film)
Pour les articles homonymes, voir Rock (homonymie), The Rock et Le Rocher.
Pour plus de détails, voir Fiche technique et Distribution.
Rock ou Le Rocher au Québec (The Rock) est un film d'action réalisé par Michael Bay et sorti en 1996. Produit par Don Simpson et Jerry Bruckheimer, il met en vedette Sean Connery, Nicolas Cage et Ed Harris.
Le film est dédié à Don Simpson, mort cinq mois avant sa sortie. Le film a reçu des avis généralement favorables de la critique et a été nommé pour l'Oscar du meilleur mixage de son.

## Synopsis
Le général de brigade Francis Hummel et son second, le major Tom Baxter, mènent un groupe de Marines Recon renégats contre un dépôt d'armes de l'US Navy lourdement gardé afin de voler un stock de seize missiles M55 chargés de gaz VX, perdant au passage l'un de leurs hommes. Le lendemain, avec les capitaines Frye et Darrow nouvellement recrutés, Hummel et ses hommes prennent le contrôle du pénitencier fédéral d'Alcatraz, prenant quatre-vingt-un touristes en otage. Hummel menace de lancer les missiles contre San Francisco si le gouvernement américain ne lui verse pas 100 millions de dollars provenant d'une caisse noire militaire, qu'il distribuera à ses hommes et aux familles des Marines Recon qui sont morts lors de missions clandestines sous son commandement, mais dont la mort n'a pas été indemnisée.
Le ministère de la Défense et le Federal Bureau of Investigation (FBI) élaborent un plan pour reprendre l'île en faisant appel à une équipe de US Navy SEALs dirigée par le commandant Anderson, au meilleur spécialiste des armes chimiques du FBI, le Dr Stanley Goodspeed, et au seul détenu à s'être jamais échappé d'Alcatraz : John Mason. Le directeur du FBI James Womack offre à Mason une grâce (que Womack annule par la suite) et Mason est installé dans un hôtel. Il s'échappe, ce qui entraîne une poursuite en voiture avec Goodspeed dans les rues de San Francisco, alors que Mason cherche à retrouver sa fille Jade, dont il est séparé. Ils se rencontrent mais elle l'accuse de s'être à nouveau échappé lorsque Goodspeed arrive ; il couvre Mason en disant à Jade que Mason aide le FBI.
L'équipe réussit à pénétrer dans la prison d'Alcatraz, mais les hommes de Hummel sont alertés de leur présence et leur tendent une embuscade dans la salle de douche. Anderson et tous les SEALs sont tués, ne laissant que Mason et Goodspeed en vie. Goodspeed veut terminer la mission et tente de forcer Mason à l'aider ; Mason, voyant une chance d'échapper à la détention, désarme Goodspeed. Mais il change d'avis pour aider Goodspeed lorsque les Marines, ne retrouvant pas les armes et la radio d'un soldat SEAL mort, commencent à utiliser des grenades pour débusquer les survivants.
Ils éliminent plusieurs équipes de Marines et désactivent douze des quinze missiles en retirant leurs puces de guidage. Hummel menace d'exécuter un otage s'ils ne se rendent pas et ne rendent pas les puces ; Mason les détruit avant de se rendre à Hummel pour tenter de le raisonner et gagner du temps. Goodspeed désactive un autre missile juste avant d'être capturé. L'équipe d'infiltration étant neutralisée, le plan de secours est lancé : une attaque aérienne par des F/A-18 avec des bombes incendiaires, qui neutralisera le gaz toxique mais tuera aussi tous les habitants de l'île.

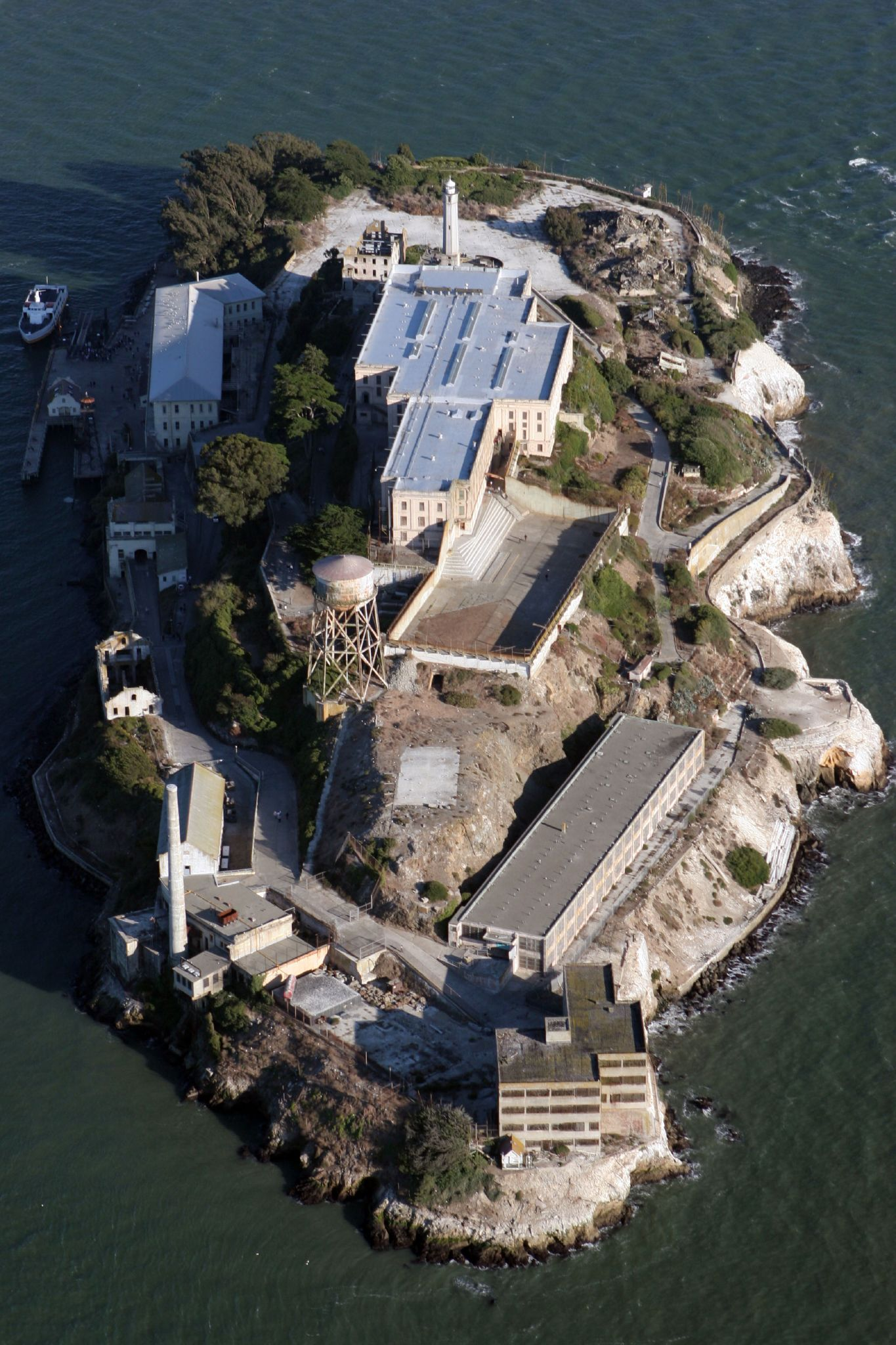
L'Île d'Alcatraz.

Mason et Goodspeed s'échappent et Mason explique pourquoi il a été fait prisonnier : en tant qu'ancien capitaine des SAS britanniques et agent du MI6, il a été capturé après avoir volé un microfilm contenant des détails sur certains secrets les mieux gardés des États-Unis. Sachant qu'il serait tué s'il le rendait, il avait passé les trente dernières années emprisonné sans procès pour avoir refusé de le remettre.
Lorsque la date limite de remise de la rançon est dépassée, Hummel est poussé par ses hommes à tirer un missile. Il le fait, mais le redirige soudainement pour qu'il explose en mer. Hummel, confronté à Darrow et Frye, explique que la menace du missile était un bluff, et qu'il n'avait jamais eu l'intention de tuer des civils innocents. Il déclare la mission terminée et leur ordonne de quitter Alcatraz avec quelques otages et le missile restant pour couvrir leur retraite pendant qu'il assumerait seul la responsabilité. Darrow et Frye, réalisant qu'ils ne recevront pas le million de dollars qui leur était dû, se déclarent mercenaires et une fusillade s'ensuit ; Baxter est tué et Hummel est mortellement blessé, mais parvient à dire à Goodspeed où se trouve la dernière fusée avant de mourir.
Darrow et Frye poursuivent leur plan de tir sur San Francisco. Goodspeed cherche le missile tandis que Mason s'occupe des Marines restants. Les avions approchant, Goodspeed désactive le missile avant de tuer Darrow et Frye. Bien qu'il signale que la menace est terminée, un appareil largue une bombe. Aucun otage n'est blessé, mais l'explosion projette Goodspeed dans la baie et Mason le sauve.
Goodspeed dit à Mason que Womack a annulé sa grâce ; Mason lui révèle l'emplacement du microfilm alors que Goodspeed et lui se séparent. Goodspeed parle à Mason d'une chambre d'hôtel où il a laissé une liasse de billets ; il simule également la mort de Mason en disant à Womack qu'il a été tué dans l'explosion de la bombe. Un peu plus tard, Goodspeed et sa jeune épouse Carla quittent précipitamment une église en voiture après avoir récupéré le microfilm.

## Fiche technique
Sauf indication contraire, les informations mentionnées dans cette section peuvent être confirmées par la base de données cinématographiques IMDb,  présente dans la section « Liens externes ».
- Titre original : The Rock
- Titre français : Rock
- Titre québécois : Le Rocher
- Réalisation : Michael Bay
- Scénario : David Weisberg, Douglas Cook et Mark Rosner, avec les participations non créditées de Quentin Tarantino, Aaron Sorkin et Jonathan Hensleigh[2]
- Musique : Hans Zimmer et Nick Glennie-Smith
  - Musique additionnelle : Don Harper, Bob Daspit, Harry Gregson-Williams et Justin Caine Burnett
- Photographie : John Schwartzman (en)
- Montage : Richard Francis-Bruce
- Production : Jerry Bruckheimer et Don Simpson
  - Producteurs délégués : Sean Connery, Louis A. Stroller et William Stuart
- Sociétés de production : Don Simpson/Jerry Bruckheimer Films et Hollywood Pictures
- Distribution : Gaumont Buena Vista International (France), Buena Vista Pictures (États-Unis)
- Budget : 75 millions USD[3]
- Pays de production :  États-Unis
- Langue originale : anglais
- Format :  Couleur Technicolor – 35 mm – 2.35:1 – son stéréo 5.1
- Genre : action, policier
- Durée : 136 minutes
- Dates de sortie :
  - États-Unis : 7 juin 1996
  - Canada : 7 juin 1996
  - Belgique : 24 juillet 1996
  - France : 31 juillet 1996

## Distribution
- Sean Connery (VF : Jean-Claude Michel ; VQ : Ronald France) : capitaine John Patrick Mason des SAS, évadé d'Alcatraz
- Nicolas Cage (VF : Dominique Collignon-Maurin ; VQ : Benoît Rousseau) : Dr Stanley Goodspeed, expert en armes chimiques et agent spécial du FBI
- Ed Harris (VF : Patrick Floersheim ; VQ : Éric Gaudry) : général de brigade Francis Xavier Hummel, Force Reconnaissance des Marines
- Vanessa Marcil (VF : Anne Rondeleux ; VQ : Linda Roy) : Carla Pestalozzi, fiancée de Stanley Goodspeed
- David Morse (VF : Emmanuel Jacomy ; VQ : Marc Bellier) : major Tom Baxter, Force Reconnaissance des Marines
- Michael Biehn (VF : Guy Chapellier ; VQ : Mario Desmarais) : commandant Charles Anderson, US Navy Seals
- William Forsythe (VF : Michel Vigné ; VQ : Yves Corbeil) : agent spécial du FBI Ernest Paxton, chef des opérations du FBI pour la Côte Pacifique.
- Claire Forlani (VF : Magali Barney ; VQ : Christine Bellier) : Jade Angelou, fille de John Patrick Mason
- John C. McGinley (VF : Bernard Métraux ; VQ : Thierry Langerak) : capitaine Hendrix, Force Reconnaissance des Marines
- John Spencer (VF : Pierre Hatet ; VQ : Jean Brousseau) : directeur James Womack, patron du FBI
- Tony Todd (VF : Thierry Desroses ; VQ : James Hyndman) : capitaine Darrow, Force Reconnaissance des Marines
- Gregory Sporleder (VF : Patrick Borg ; VQ : Pierre Auger) : capitaine Frye, Force Reconnaissance des Marines
- Bokeem Woodbine (VF : Jean-Paul Pitolin ; VQ  Jean-Luc Montminy) : sergent-artilleur Crisp, Force Reconnaissance des Marines
- Danny Nucci (VF : Maurice Decoster ; VQ : Gilbert Lachance) : lieutenant Shepard, US Navy Seals
- Stuart Wilson (VF : Jean-Pierre Moulin ; VQ : Aubert Pallascio) : général Al Kramer, Chef d'État-Major des armées
- David Marshall Grant (VF : Éric Legrand ; VQ : Daniel Lesourd) : conseiller Hayden Sinclair, Chef de cabinet de la Maison-Blanche
- John Laughlin (en) (VF : Philippe Catoire) : général Peterson, Chef d’état-major de l’Air Force
- Todd Louiso (en) (VF : Bruno Choël) : agent Marvin Isherwood
- Sam Whipple (VF : Éric Legrand ; VQ : Benoît Éthier) : Larry Henderson
- Ralph Peduto : agent fédéral Hunt
- Philip Baker Hall (VF : Henri Poirier ; VQ : Claude Préfontaine) : président de la Cour Suprême
- Raymond Cruz : sergent Rojas, Force Reconnaissance des Marines
- Jim Caviezel (VQ : Sylvain Hétu) : pilote du F-18
- Steve Harris (VF : Jean-Jacques Nervest ; VQ : Emmanuel Bilodeau) : soldat McCoy, Force Reconnaissance des Marines
- John Enos III : pilote de l'hélicoptère
- Xander Berkeley (VF : Michel Dodane ; VQ : Jean-Marie Moncelet) : Lonnie (non crédité)
- Stanley Anderson (VF : Georges Berthomieu ; VQ : François Cartier) : Président des États-Unis (non crédité)
- Dwight Hicks (VF : Bruno Dubernat) : agent Star
- Harry Humphries : Amiral de la marine, US Navy Seals
- Raymond O'Connor (VF : Jacques Bouanich) : Bob, le Ranger
- Pat Skipper : lieutenant de la Navy (non crédité)
- Willie Garson : procureur Francis Reynolds (non crédité)
- Tom Towles : garde forestier du parc d'Alcatraz #1
- Joseph Patrick Kelly : Hummel Marine C

## Production

### Genèse et développement
Le projet démarre sous la forme d'un script spéculatif écrit par David Weisberg et Douglas S. Cook. 
Quentin Tarantino a participé à l'écriture du scénario (bien qu'il ne soit pas crédité dans le générique). Tony Scott devait réaliser le film mais dû refuser pour pouvoir tourner Le Fan.
Plusieurs scénaristes participeront également à l'écriture des différentes versions, dont Quentin Tarantino, Aaron Sorkin et Jonathan Hensleigh. En raison des règles de la Writers Guild of America, Jonathan Hensleigh ne sera pas crédité au générique. Le réalisateur Michael Bay écrira une lettre ouverte pour protester contre cette décision, en vain. Dick Clement et Ian La Frenais participent quant à eux à la réécriture des dialogues de Mason

### Attribution des rôles
À l'origine, Arnold Schwarzenegger devait jouer le rôle de Stanley Goodspeed, finalement joué par Nicolas Cage, dans le film. Il n'a pas accepté, car il n'aimait pas le scénario. Il a depuis regretté de ne pas avoir joué dans le film.

### Tournage
Le studio voulait initialement tourner à Los Angeles, avec seulement quelques plans d'Alcatraz et San Francisco pour créer l'illusion. Michael Bay refuse ce choix. Le tournage du film a donc lieu dans la prison d'Alcatraz, l'équipe du film partait le matin et revenait le soir. L'acteur Sean Connery décida de rester à Alcatraz le temps du tournage en s'installant dans une caravane sur l'île. D'autres scènes sont tournées à San Francisco (Fairmont Hotel, Palace of Fine Arts, Civic Center, San Francisco Naval Shipyard, Russian Hill, San Francisco War Memorial and Performing Arts Center...) et ses environs (cimetière national de Golden Gate) ainsi que dans d'autres villes de Californie (Los Angeles, San Pedro notamment le Fort MacArthur, Ventura, Escondido).
Le producteur Don Simpson décède durant le tournage. Le film est dédié à sa mémoire.

## Accueil

### Critique
Rock reçoit un accueil critique plutôt favorable, recueillant 67 % de critiques positives, avec une note moyenne de 6,5⁄10 et sur la base de 49 critiques collectées, sur le site agrégateur de critiques Rotten Tomatoes. Sur Metacritic, il obtient un score de 59⁄100 sur la base de 18 critiques collectées.

### Box-office
Le film connait un important succès commercial, rapportant environ 335 062 621 $ au box-office mondial, dont 134 069 511 $ en Amérique du Nord, pour un budget de 75 000 000 $. En France, il a réalisé 1 894 549 entrées.
| Pays ou région | Box-office        | Date d'arrêt du box-office | Nombre de semaines |
| -------------- | ----------------- | -------------------------- | ------------------ |
| États-Unis     | 134 069 511 $     | 5 décembre 1996            | 26                 |
| France         | 1 894 549 entrées | -                          | -                  |
| Total mondial  | 335 062 621 $     | -                          | -                  |

## Distinctions

### Nominations
- 69e cérémonie des Oscars[10] :
  - Meilleur mixage de son
- 23e cérémonie des Saturn Awards :
  - Meilleur film d'action / aventure / thriller
  - Meilleure musique

## Anecdotes
- Sean Connery, qui interprète le capitaine John Patrick Mason, a aussi joué le rôle de James Bond, le fameux espion anglais. Dans le film, il est dit que Mason est un ancien espion, capturé par les Américains dans les années 1960, à l'époque où Sean Connery interprétait James Bond. Sean Connery répond à Stanley Goodspeed, qui lui demande où il a appris tout ça : « J'ai reçu la meilleure formation qui soit, au service secret de sa majesté », ce qui est une référence évidente à James Bond, information qu'il y a toutefois lieu de nuancer puisqu'au cours d'une entrevue, Mason signale au général Hummel qu'il a été membre, avec le grade de Capitaine, des Services Spéciaux dans l'Armée de l'air britannique de sa Majesté, faisant référence au SAS (Special Air Service)[réf. nécessaire]. Il faut toutefois noter que les membres du SAS reçoivent également une formation poussée en espionnage et collecte de renseignements.

- Lorsqu'il signe le contrat qui fera de lui un homme libre, Mason dit : « Timeo Danaos et Dona Ferentes » (« Je redoute les Grecs même lorsqu'ils apportent des cadeaux »). Il s'agit d'un extrait de l'Énéide de Virgile, faisant référence au cheval de Troie.[réf. nécessaire]
- L'album des Beatles que Goodspeed reçoit est l'album américain Meet the Beatles! (1964). Le prix dépensé par Goodspeed (600$) était aussi dû au fait que l'album n'avait pas été réédité avant 2004, en plus du fait que le vinyle était devenu rare et supplanté par le CD[réf. nécessaire].
- Dans le film, en cas de contact avec le gaz VX, les personnages doivent s'injecter une dose d'atropine dans le cœur à l'aide d'une seringue ayant une aiguille assez impressionnante. Or, dans la réalité, il n'est pas nécessaire de se l'injecter dans le cœur ; bien souvent, les militaires apprennent à s'injecter la dose dans la cuisse. Par ailleurs, la seringue utilisée et distribuée aux soldats n'a, en réalité, pas d'aiguille apparente. Il s'agit d'une seringue d'injection automatique dont l'aiguille sort à l'aide d'un ressort lorsque la seringue est appuyée sur la cuisse. Le produit s'injecte alors dans le corps grâce à un mécanisme de décharge[réf. nécessaire].

## Projet de suite
Michael Bay voulait faire une suite dans laquelle Stanley Goodspeed, désormais marié, serait en possession des preuves sur microfilm. Traqué par le gouvernement et n'ayant nulle part où aller, il est obligé de demander de l'aide à Mason.
le film sort en 1996 mais dans la poursuite , quand Cage saisi une moto , le propriétaire n’a pas de casque , alors que la loi l’exige depuis 1992 à San Francisco  